# Carlo, Cokxxx, Nutten II (Sonny Black & Frank White)
Carlo, Cokxxx, Nutten II è un album in studio dei rapper tedeschi Sonny Black e Frank White, pubblicato l'11 settembre 2009.

## Tracce
1. Intro – 0:57
2. Reloaded – 3:27
3. Carlo Cokxxx Flashback – 2:58
4. Zwei Turntables & Ein Mic – 3:47
5. Eine Chance – 4:07
6. Ich Wollte Eigentlich Nur Rappen – 3:29
7. Der Song Lacht – 3:17
8. Komm Klar, Spast! – 3:33
9. Ich War Noch Nie Wie Die (Sonny Black Solo)– 4:08
10. Zukunft Pt. II – 3:30
11. Unsterblichkeit – 3:28
12. Die Krähen Kreisen – 3:28
13. Albtraum (Frank White Solo) – 3:16
14. Vorbild – 3:54
15. Highlife – 3:03
16. Ich Rap Für – 4:08
17. Zu Gangsta – 3:26
18. Zeiten Ändern Sich Pt. II – 3:27
19. Wie Ein Tattoo – 3:26
20. Strassengangsound – 3:26
21. Ich Rap Für Remix (Feat. Kay One) – 3:26